# Episodi di Rake (quarta stagione)
La quarta stagione della serie televisiva Rake è stata trasmessa sul canale australiano ABC TV dal 19 maggio al 7 luglio 2016.
In Italia la serie è ancora inedita.
| nº | Titolo originale | Titolo italiano | Prima TV AUS   | Prima TV in italiano |
| -- | ---------------- | --------------- | -------------- | -------------------- |
| 1  | 1                |                 | 19 maggio 2016 |                      |
| 2  | 2                |                 | 26 maggio 2016 |                      |
| 3  | 3                |                 | 2 giugno 2016  |                      |
| 4  | 4                |                 | 9 giugno 2016  |                      |
| 5  | 5                |                 | 16 giugno 2016 |                      |
| 6  | 6                |                 | 23 giugno 2016 |                      |
| 7  | 7                |                 | 30 giugno 2016 |                      |
| 8  | 8                |                 | 7 luglio 2016  |                      |